# Agios Efstratios
Agios Efstratios (tiếng Hy Lạp: Άγιος Ευστράτιος), tên gọi thông tục Ai Stratis (tiếng Hy Lạp: Άη Στράτης) là một đảo nhỏ của Hy Lạp nằm ở bắc biển Aegea, cách Lemnos 30 kilômét (19 dặm) về phía tây nam và cách Lesbos 80 kilômét (50 dặm) về phía tây bắc. Về hành chính, Agios Efstratios (cả đảo và vùng nước chung quanh) có diện tích 43,325 km². Cùng với Lemnos và những đảo nhỏ lận cận, nó tạo nên đơn vị khu vực Lemnos, một phần của vùng Bắc Aegea.